# 8380 Тутінг
8380 Тутінг (8380 Tooting) — астероїд головного поясу, відкритий 29 вересня 1992 року.
Тіссеранів параметр щодо Юпітера — 3,287.
Названо на честь району в Лондоні Тутінг англ. Tooting.